# Нащокин, Борис Иванович
Бори́с Ива́нович Нащо́кин — воевода в Тобольске, Нижнем Новгороде, Воронеже и Астрахани.

## Биография
Представитель дворянского рода Нащокиных. Третий сын Ивана Павловича Нащокина. Братья — Никита, Осип и Фёдор Нащокины.
Впервые Борис Иванович Нащокин упоминается в 1606 году, когда после восстания в Москве и убийства Лжедмитрия I приезжал от имени бояр на переговоры с польско-литовскими послами, осажденными восставшими москвичами в своих домах. Участвовал в подавлении восстания Болотникова, в частности в битве на Лопасне.
В 1608-1609 годах находился на воеводстве в Тобольске. В 1614-1619 годах — воевода в Нижнем Новгороде. До 1616 года первым воеводой в Нижнем-Новгороде был князь Владимир Иванович Бахтеяров-Ростовский, а Борис Нащокин был его «товарищем» (заместителем и вторым воеводой). В это время воровские казаки и запорожцы взяли Кинешму и Юрьевец, откуда планировали выступить на Нижний Новгород. В случае подхода врага Борису Нащокину были поручено «собраться с нижегородской и арзамасской мордвой и бортниками в надежных местах и промышлять над черкасами и казаками». В 1616 году Борис Нащокин стал первым воеводой в Нижнем Новгороде.
В 1620 году Б. И. Нащокин находился на воеводстве в Воронеже. В дальнейшем он нес дворцовую службу, оставался на царском дворе во время отсутствия царя Михаила Фёдоровича в Москве, присутствовал при приёме кызылбашских купцов и несколько раз удостаивался в день Пасхи «видеть государевы очи» в комнате.
В 1620 году Борис Нащокин был назначен «до больших снегов», то есть до конца года, вторым воеводой в большой полк в Туле вместе с князем Фёдором Семёновичем Куракиным. Первым воеводой передового полка в Дедилове был князь Василий Борисович Барятинский. Борис Нащокин вступил с ним в местнический спор, проиграл и отсидел в тюрьме.
В марте 1623 года по царскому указу князь Фёдор Семёнович Куракин и Борис Иванович Нащокин были назначены воеводами в большой полк, стоявший в Туле.
В 1632-1635 годах он находился на воеводстве в Астрахани, где был вторым воеводой и «товарищем» первого воеводы, князя Алексея Никитича Трубецкого.
В 1642 году — первый воевода в Нижнем Новгороде.
Оставил после себя двух сыновей:
- Григорий Борисович Нащокин, думный дворянин и дипломат
- Михаил Борисович Нащокин, бездетен